# Insani Yardim Vakfi
La İHH İnsani Yardım Vakfı (nome completo turco: İnsan Hak ve Hürriyetleri İnsani Yardım Vakfı; in italiano: La Fondazione per i diritti dell'uomo, delle libertà e l'aiuto umanitario, conosciuta semplicemente come IHH), è un'organizzazione non governativa islamica turca attiva in oltre cento paesi.

## Attività umanitarie
L'IHH fornisce aiuti sociali, culturali, educativi, e sanitari in 120 paesi. Fornisce assistenza sanitaria e costruisce pozzi d'acqua in Africa e promuove il Progetto Cataratta Africa, iniziato nel 2007, in dieci paesi africani. Il progetto dà la possibilità a migliaia di persone che soffrono di cataratta, ma che non hanno i mezzi economici, di essere operati e di vedere di nuovo. L'IHH ha costruito 1.174 pozzi d'acqua in Africa.
L'IHH ha inviato due aerei cargo ad Haiti con 33 tonnellate di aiuti umanitari dopo il terremoto del 2010.
Nell'agosto del 2009 centinaia di pozzi d'acqua sono stati scavati e fontane sono state costruite in una serie di aiuti, sotto la guida della fondazione per i diritti dell'uomo, delle libertà e l'aiuto umanitario (IHH) in molti Paesi africani. Molte organizzazioni non governative turche, come Mu Yok Kimse? (C'è qualcuno?), IHH e Deniz Feneri (Il faro) hanno fornito un aiuto ai sopravvissuti al ciclone del Bangladesh del 2007.
L'IHH ha inviato pacchi contenenti farina, legumi, olio e zucchero a 350 famiglie residenti nella Zewaya Dugda, una delle regioni più povere in Etiopia dopo che l'Onu ha annunciato che circa 6 milioni di bambini Etiopi corrono il rischio di malnutrizione acuta e ha esortato i paesi membri a inviare aiuti.
Dopo il terremoto di Sumatra del 2009, l'IHH ha inviato volontari e aiuti in Indonesia. L'IHH ha aperto moschee, scavato corsi d'acqua, distribuito Corani, soccorso orfani e aiutato profughi nel Darfur.
A Gaza, l'IHH sta ristrutturando il porto, finanziando una scuola turco-palestinese e ha intenzione di costruire un ospedale e appartamenti per gli abitanti di Gaza rimasti senza casa dopo l'operazione piombo fuso.

## Storia
Fondata nel 1992 da un membro del Partito del Benessere, organizzazione politica islamista turca, per sostenere i musulmani di Bosnia nella loro lotta contro i serbi, e registrata ufficialmente a Istanbul nel 1995, l'IHH fornisce soccorso umanitario in zone di guerra, terremoti, fame e conflitti. La IHH detiene uno statuto consultivo speciale presso il Consiglio economico e sociale delle Nazioni Unite dal 2004. Inoltre è membro dell'organizzazione Ittilaf al-Kheir ("Unione del Bene"), che raccoglie fondi per sostenere la causa palestinese e la popolazione della Striscia di Gaza.
L'IHH è entrata nell'attenzione internazionale in seguito all'Incidente della Freedom Flotilla di Gaza, il 31 maggio 2010. L'IHH era proprietario e gestore di tre delle sei navi della flottiglia coinvolti nell'incidente, tra cui la MV Mavi Marmara, che era la nave principale del convoglio. Nove attivisti a bordo del Mavi Marmara, appartenenti ad un gruppo di circa 40 attivisti sospettati di vicinanze con movimenti radicali, sono stati uccisi in un violento scontro dopo l'abbordaggio della nave da parte delle forze armate israeliane.

## Accuse di affiliazioni con organizzazioni terroristiche
Israele, i servizi di sicurezza di vari paesi, ed analisti politici di varie organizzazioni (come l'Istituto danese per gli studi internazionali) affermano che l'IHH ha legami con gruppi radicali islamici militanti (come Hamas e al-Qāʿida). Israele ha inserito l'IHH nella propria lista di organizzazioni terroristiche il 16 giugno 2010.
Il 12 luglio 2010, il governo tedesco ha vietato l'attività dell'IHH in Germania, in quanto ritenuta appoggiare le attività di Hamas. Il Ministro degli Interni tedesco, Thomas de Maiziere ha dichiarato: "Sotto la copertura degli aiuti umanitari la IHH appoggia finanziariamente da molto tempo e in modo notevole il cosiddetto lavoro sociale a Gaza di associazioni legate ad Hamas".
Il Dipartimento di Stato americano ha confermato che, anche se il governo è consapevole delle connessioni dell'IHH a gruppi fondamentalisti radicali come Hamas, l'IHH non risulta attualmente inserito nell'elenco ufficiale statunitense delle organizzazioni terroristiche riconosciute.
Lo Shin Bet, il servizio di sicurezza interno di Israele, sostiene che il gruppo è uno dei maggiori raccoglitori di fondi per Hamas.
L'ex giudice dell'Antiterrorismo francese, Jean-Louis Bruguiere, che si occupò dell'IHH negli anni '90, ha dichiarato di aver individuato collegamenti dello stesso con reti terroristiche, compresa al-Qāʿida, ma che non sa se tali collegamenti con organizzazioni terroristiche siano ancora attivi.